# تاتول هوریان
تاتول هوریان (خاچاتریان) (ارمنی: Թաթուլ Սամսոնի Հուրյան (Խաչատրյան)؛ انگلیسی: Tatul Huryan زادهٔ  ۴ ژوئیهٔ ۱۹۱۲ - درگذشته  ۲۱ ژوئن ۱۹۴۲)، شاعر و مترجم اهل ارمنستان بود.

## زندگی‌نامه
وی با نام اصلی تاتول سامسونی خاچاتریان (ارمنی: Թաթուլ Սամսոնի Խաչատրյան) در ۱۹۱۲ در روستای hy:Թեջրլու در ناحیه سورمالو، فرمانداری ایروان (اکنون در ترکیه) به دنیا آمد. در باکو تحصیل نمود و تحصیلات عالی خویش را در مسکو پی گرفت. وی عضو اتحادیه نویسندگان شوروی بود.  وی در رسته‌های ارتش سرخ خدمت نمود و در ۱۹۴۲ در جریان جنگ جهانی دوم در یک عملیات جبهه شرقی در سن ۲۹ سالگی کشته شد.